# Список футбольных клубов Италии по числу выигранных титулов

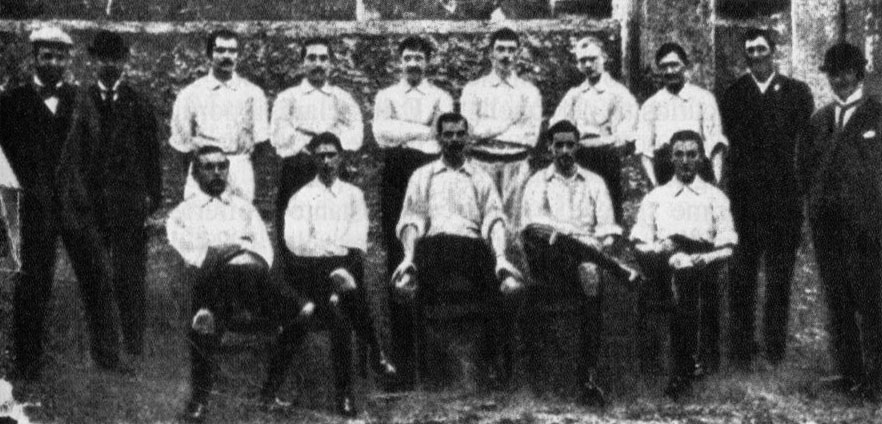
Команда «Дженоа», в 1898 году выигравшая первый чемпионат Италии по футболу

Ниже представлен список футбольных клубов Италии по числу выигранных титулов. В нём перечислены все итальянские футбольные клубы, выигравшие хотя бы один из трёх основных домашних трофеев, либо хотя бы один из пяти главных европейских клубных турниров, либо хотя бы один из двух межконтинентальных турниров. В число этих трофеев входят: победа в чемпионате Италии по футболу, Кубке Италии, Суперкубке Италии, Лиге чемпионов УЕФА (включая Кубок европейских чемпионов), Суперкубке УЕФА, Кубке обладателей кубков УЕФА, Лиге Европы УЕФА, Лиге конференций УЕФА (включая Кубок ярмарок и Кубок УЕФА), Клубном чемпионате мира и Межконтинентальном кубке.
Первым официальным футбольным турниром в Италии стал Чемпионат Италии, дебютный розыгрыш которого прошёл в сезоне 1898 года (турнир выиграл клуб «Дженоа»). Вторым общенациональным турниром для итальянских клубов стал основанный в 1922 году Кубок Италии. С 1955 года команды с Аппенин начали участвовать в европейских клубных турнирах.

## Таблица достижений
Легенда
| Национальные турниры Серия А/ЧИ = Чемпионат Италии (с 1898 года) КИ = Кубок Италии (с 1922 года) СКИ = Суперкубок Италии (с 1988 года) | Еврокубковые турниры ЛЧ = Лига чемпионов КЕЧ = Кубок европейских чемпионов КУЕФА = Кубок УЕФА ЛЕ = Лига Европы УЕФА ЛК = Лига конференций УЕФА СКУ = Суперкубок УЕФА КОК = Кубок обладателей кубков КЯ = Кубок ярмарок КИнт = Кубок Интертото | Глобальные турниры МКК = Межконтинентальный кубок КЧМ = Клубный чемпионат мира |

### По клубам
Самым титулованным клубом Италии является «Ювентус». Следом за ним идут два миланских клуба: «Милан» и «Интер».
|    | Клуб           | Серия А | КИ | СКИ | КЕЧ/ЛЧ | КУЕФА/ЛЕ | ЛК | СКУ | КОК | КЯ | КИнт | МКК | КЧМ | Итого | Последний трофей  |
| -- | -------------- | ------- | -- | --- | ------ | -------- | -- | --- | --- | -- | ---- | --- | --- | ----- | ----------------- |
| 1  | Ювентус        | 36      | 15 | 9   | 2      | 3        | —  | 2   | 1   | —  | 1    | 2   | —   | 71    | КИ 2023/24        |
| 2  | Милан          | 19      | 5  | 8   | 7      | —        | —  | 5   | 2   | —  | —    | 3   | 1   | 50    | СКИ 2024          |
| 3  | Интернационале | 20      | 9  | 8   | 3      | 3        | —  | —   | —   | —  | —    | 2   | 1   | 46    | ЧИ 2023/24        |
| 4  | Лацио          | 2       | 7  | 5   | —      | —        | —  | 1   | 1   | —  | —    | —   | —   | 16    | СКИ 2019          |
| 5  | Рома           | 3       | 9  | 2   | —      | —        | 1  | —   | —   | 1  | —    | —   | —   | 16    | ЛК 2021/22        |
| 6  | Наполи         | 4       | 6  | 2   | —      | 1        | —  | —   | —   | —  | 1    | —   | —   | 14    | ЧИ 2024/25        |
| 7  | Торино         | 7       | 5  | —   | —      | —        | —  | —   | —   | —  | —    | —   | —   | 12    | КИ 1992/93        |
| =  | Фиорентина     | 2       | 6  | 1   | —      | —        | —  | —   | 1   | —  | —    | —   | —   | 10    | КИ 2000/01        |
| =  | Болонья        | 7       | 2  | —   | —      | —        | —  | —   | —   | —  | 1    | —   | —   | 10    | КИнт 1998         |
| =  | Дженоа         | 9       | 1  | —   | —      | —        | —  | —   | —   | —  | —    | —   | —   | 10    | КИ 1936/37        |
| 11 | Парма          | —       | 3  | 1   | —      | 2        | —  | 1   | 1   | —  | —    | —   | —   | 8     | КИ 2001/02        |
| 12 | Сампдория      | 1       | 4  | 1   | —      | —        | —  | —   | 1   | —  | —    | —   | —   | 7     | КИ 1993/94        |
| =  | Про Верчелли   | 7       | —  | —   | —      | —        | —  | —   | —   | —  | —    | —   | —   | 7     | ЧИ 1921/22        |
| 14 | Аталанта       | —       | 1  | —   | —      | 1        | —  | —   | —   | —  | —    | —   | —   | 2     | ЛЕ 2023/24        |
| 15 | Перуджа        | —       | —  | —   | —      | —        | —  | —   | —   | —  | 1    | —   | —   | 1     | КИнт 2003         |
| =  | Удинезе        | —       | —  | —   | —      | —        | —  | —   | —   | —  | 1    | —   | —   | 1     | КИнт 2000         |
| =  | Виченца        | —       | 1  | —   | —      | —        | —  | —   | —   | —  | —    | —   | —   | 1     | КИ 1996/97        |
| =  | Верона         | 1       | —  | —   | —      | —        | —  | —   | —   | —  | —    | —   | —   | 1     | ЧИ 1984/85        |
| =  | Кальяри        | 1       | —  | —   | —      | —        | —  | —   | —   | —  | —    | —   | —   | 1     | ЧИ 1969/70        |
| =  | Венеция        | —       | 1  | —   | —      | —        | —  | —   | —   | —  | —    | —   | —   | 1     | КИ 1940/41        |
| =  | Новезе         | 1       | —  | —   | —      | —        | —  | —   | —   | —  | —    | —   | —   | 1     | ЧИ 1921/22 (FIGC) |
| =  | Вадо           | —       | 1  | —   | —      | —        | —  | —   | —   | —  | —    | —   | —   | 1     | КИ 1922           |
| =  | Казале         | 1       | —  | —   | —      | —        | —  | —   | —   | —  | —    | —   | —   | 1     | ЧИ 1913/14        |

Примечание. Жирным шрифтом выделены итальянские клубы-рекордсмены для по количеству титулов для каждого соревнования в таблице.

### По городам
|    | Город             | Клубы                 | Серия А | КИ | СКИ | КЕЧ/ ЛЧ | КУЕФА/ ЛЕ | ЛК | СКУ | КОК | КЯ | КИнт | МКК | КЧМ | Итого | Последний трофей  |
| -- | ----------------- | --------------------- | ------- | -- | --- | ------- | --------- | -- | --- | --- | -- | ---- | --- | --- | ----- | ----------------- |
| 1  | Милан             | Милан, Интернационале | 39      | 14 | 16  | 10      | 3         | —  | 5   | 2   | —  | —    | 5   | 2   | 96    | СКИ 2024          |
| 2  | Турин             | Ювентус, Торино       | 43      | 20 | 9   | 2       | 3         | —  | 2   | 1   | —  | 1    | 2   | —   | 83    | КИ 2023/24        |
| 3  | Рим               | Лацио, Рома           | 5       | 16 | 7   | —       | —         | 1  | 1   | 1   | 1  | —    | —   | —   | 32    | ЛК 2021/22        |
| 4  | Генуя             | Дженоа, Сампдория     | 10      | 5  | 1   | —       | —         | —  | —   | 1   | —  | —    | —   | —   | 17    | КИ 1993/94        |
| 5  | Неаполь           | Наполи                | 4       | 6  | 2   | —       | 1         | —  | —   | —   | —  | 1    | —   | —   | 14    | ЧИ 2024/25        |
| 6  | Флоренция         | Фиорентина            | 2       | 6  | 1   | —       | —         | —  | —   | 1   | —  | —    | —   | —   | 10    | КИ 2000/01        |
| =  | Болонья           | Болонья               | 7       | 2  | —   | —       | —         | —  | —   | —   | —  | 1    | —   | —   | 10    | КИнт 1998         |
| 8  | Парма             | Парма                 | —       | 3  | 1   | —       | 2         | —  | 1   | 1   | —  | —    | —   | —   | 8     | КИ 2001/02        |
| 9  | Верчелли          | Про Верчелли          | 7       | —  | —   | —       | —         | —  | —   | —   | —  | —    | —   | —   | 7     | ЧИ 1921/22        |
| 10 | Бергамо           | Аталанта              | —       | 1  | —   | —       | 1         | —  | —   | —   | —  | —    | —   | —   | 2     | ЛЕ 2023/24        |
| 11 | Перуджа           | Перуджа               | —       | —  | —   | —       | —         | —  | —   | —   | —  | 1    | —   | —   | 1     | КИнт 2003         |
| =  | Удине             | Удинезе               | —       | —  | —   | —       | —         | —  | —   | —   | —  | 1    | —   | —   | 1     | КИнт 2000         |
| =  | Виченца           | Виченца               | —       | 1  | —   | —       | —         | —  | —   | —   | —  | —    | —   | —   | 1     | КИ 1996/97        |
| =  | Верона            | Верона                | 1       | —  | —   | —       | —         | —  | —   | —   | —  | —    | —   | —   | 1     | ЧИ 1984/85        |
| =  | Кальяри           | Кальяри               | 1       | —  | —   | —       | —         | —  | —   | —   | —  | —    | —   | —   | 1     | ЧИ 1969/70        |
| =  | Венеция           | Венеция               | —       | 1  | —   | —       | —         | —  | —   | —   | —  | —    | —   | —   | 1     | КИ 1940/41        |
| =  | Нови-Лигуре       | Новезе                | 1       | —  | —   | —       | —         | —  | —   | —   | —  | —    | —   | —   | 1     | ЧИ 1921/22 (FIGC) |
| =  | Вадо-Лигуре       | Вадо                  | —       | 1  | —   | —       | —         | —  | —   | —   | —  | —    | —   | —   | 1     | КИ 1922           |
| =  | Казале-Монферрато | Казале                | 1       | —  | —   | —       | —         | —  | —   | —   | —  | —    | —   | —   | 1     | ЧИ 1913/14        |

Примечание. Жирным шрифтом выделены итальянские города-рекордсмены для по количеству титулов для каждого соревнования в таблице.

### По регионам
|   | Регион                | Клубы                                         | Серия А | КИ | СКИ | КЕЧ/ ЛЧ | КУЕФА/ ЛЕ | ЛК | СКУ | КЯ | КОК | КИнт | МКК | КЧМ | Итого | Последний трофей |
| - | --------------------- | --------------------------------------------- | ------- | -- | --- | ------- | --------- | -- | --- | -- | --- | ---- | --- | --- | ----- | ---------------- |
| 1 | Ломбардия             | Милан, Интернационале, Аталанта               | 39      | 15 | 16  | 10      | 4         | —  | 5   | —  | 2   | —    | 5   | 2   | 98    | СКИ 2024         |
| 2 | Пьемонт               | Ювентус, Торино, Про Верчелли, Новезе, Казале | 52      | 20 | 9   | 2       | 3         | —  | 2   | —  | 1   | 1    | 2   | —   | 92    | КИ 2023/24       |
| 3 | Лацио                 | Лацио, Рома                                   | 5       | 16 | 7   | —       | —         | 1  | 1   | 1  | 1   | —    | —   | —   | 32    | ЛК 2021/22       |
| 4 | Эмилия-Романья        | Болонья, Парма                                | 7       | 5  | 1   | —       | 2         | —  | 1   | —  | 1   | 1    | —   | —   | 18    | КИ 2001/02       |
| = | Лигурия               | Дженоа, Сампдория, Вадо                       | 10      | 6  | 1   | —       | —         | —  | —   | —  | 1   | —    | —   | —   | 18    | КИ 1993/94       |
| 6 | Кампания              | Наполи                                        | 4       | 6  | 2   | —       | 1         | —  | —   | —  | —   | 1    | —   | —   | 14    | ЧИ 2024/25       |
| 7 | Тоскана               | Фиорентина                                    | 2       | 6  | 1   | —       | —         | —  | —   | —  | 1   | —    | —   | —   | 10    | КИ 2000/01       |
| 8 | Венеция               | Виченца, Верона, Венеция                      | 1       | 2  | —   | —       | —         | —  | —   | —  | —   | —    | —   | —   | 3     | КИ 1996/97       |
| 9 | Умбрия                | Перуджа                                       | —       | —  | —   | —       | —         | —  | —   | —  | —   | 1    | —   | —   | 1     | КИнт 2003        |
| = | Фриули-Венеция-Джулия | Удинезе                                       | —       | —  | —   | —       | —         | —  | —   | —  | —   | 1    | —   | —   | 1     | КИнт 2000        |
| = | Сардиния              | Кальяри                                       | 1       | —  | —   | —       | —         | —  | —   | —  | —   | —    | —   | —   | 1     | ЧИ 1969/70       |

Примечание. Жирным шрифтом выделены итальянские регионы-рекордсмены по количеству титулов для каждого соревнования в таблице.